# 新区街道 (松原市)
新区街道，是中华人民共和国吉林省松原市宁江区下辖的一个乡镇级行政单位。

## 行政区划
新区街道下辖以下地区：
新福社区和新源社区。